# David Wilson (nuotatore 1960)
David Dennis Wilson (Torrance, 5 ottobre 1960) è un ex nuotatore statunitense.

## Carriera
Fece parte, seppur solo in batteria, della staffetta che vinse la medaglia d'oro nella 4x100m misti alle Olimpiadi di Los Angeles 1984.

## Palmarès
- Giochi olimpici estivi

Los Angeles 1984: oro nella 4x100m misti e argento nei 100m dorso.